# 대한야구소프트볼협회
대한야구소프트볼협회(Korea Baseball and Softball Association, KBSA)는 야구와 소프트볼 경기를 국민에 널리 보급하여 국민체력 향상 및 우수한 경기인 양성을 통해 국민체육 발전과 국위선양에 기여하고자 설립된 대한체육회 가맹단체이다. 1946년 3월 18일 조선야구협회라는 이름으로 창설되어 1954년 10월 현재의 명칭으로 바뀌었다. 2003년 12월 8일에 사단법인화하였다. 사무실은 서울특별시 강남구 도곡동 946-16 야구회관 4층에 있다. KBO와는 다른 단체로, KBSA에서는 고교야구, 유소년 야구 등 아마추어 경기를 주로 주관한다.

## 연혁
- 1946년 3월 18일 : 조선야구협회 창설
- 1946년 10월 : 대한체육회 가맹
- 1954년 10월 : 대한야구협회로 개명
- 1954년 12월 : 아시아야구연맹 가입
- 1971년 1월 : 대한연식야구협회와 합병
- 1972년 11월 : 국제야구연맹 가입
- 1979년 1월 : 각급 연맹(국.중.고교.대학.실업연맹)을 해체하고 대한야구협회에 합병
- 2016년 6월 : 대한소프트볼연맹·국민생활전국야구연합회 흡수통합

## 조직
대한야구협회는 회장을 정점으로 명예회장, 고문, 부회장단으로 구성되어 있다.

## 주요 사업
- 야구경기 기본방침 심의결정
- 회원단체의 관리 및 지도감독
- 국내대회 주최주관 및 국제대회 파견
- 지도자 및 경기인의 양성
- 야구규칙 제개정 및 연구등

## 같이 보기
- 야구 월드컵
- 유니버시아드
- 월드 베이스볼 클래식
- 올림픽
- 대륙간컵
- KBO
- 국제 야구 연맹
- 아시아 야구 연맹